# Nicolas de Troyes
Nicolas de Troyes est un écrivain français né à Troyes durant la première moitié du XVIe siècle.
Il composa, à partir de 1535, dans l’esprit de Rabelais et des conteurs italiens, Le Grand Parangon des cent nouvelles nouvelles, publié en 1866. La majorité des nouvelles sont empruntées à des sources livresques, les autres à la tradition orale.
Les récits qui composent Le Grand Parangon peuvent être répartis en quatre principaux types :
- l’anecdote
- le récit édifiant
- le conte merveilleux
- le récit facétieux.

## Biographie
Les seuls renseignements que nous possédions sur Nicolas de Troyes sont ceux qu’il nous fournit lui-même en tête de son recueil :
« Cy commence le second livre du Grand Parangon des Nouvelles nouvelles, fait et escript par Nicolas de Troyes, simple sellier, natif de Troyes en Champaigne, à présent demorant à Tours. Non obstant, je ne veuil pas dire que de mon entendement j’aye fait toutes lesdites nouvelles, mais les ay retirées de plusieurs livres, les autres j’ay ouy raconter à plusieurs bons compaignons et d’aucunes que j’ay veu faire en mon absence et à moy mesme ainsi que plus à plain est escript au premier volume sy y voulez voir ; et fut commencé à escripre au commencement du mois de may 1535. »
Il vivait donc sous François Ier et était originaire de Troyes en Champagne. C’était un simple ouvrier, un sellier. Nous ne savons s’il excellait dans son art, mais ce qu’on peut affirmer, c’est qu’il savait lire, écrire et raconter avec un certain charme. En même temps qu’il couchait par écrit dans son Grand Parangon des cent nouvelles nouvelles, Le Décaméron de Boccace et un bon nombre d’historiettes, empruntées au Violier des histoires romaines ou à d’autres recueils du même genre, il y insérait les anecdotes qu’il avait entendu raconter pendant ses voyages, le soir, dans les hôtelleries, et les contes qu’il avait composés d’après ses propres aventures. Il est difficile d’admettre que ce soit pour l’usage des ouvriers selliers, ses compagnons ou des petits bourgeois ses voisins, que Nicolas de Troyes ait pris tant de peine ; plus d’une, parmi ses nouvelles, dénote une certaine culture intellectuelle, l’habitude d’un milieu plus éclairé que celui que pouvaient lui offrir les gens de sa condition

## Éditions
- Le Grand Parangon des nouvelles nouvelles, recueillies par Nicolas de Troyes, publié pour la première fois et précédé d'une introduction par Émile Mabille, Jules Gay, Bruxelles, E. Gouin, Paris, 1866 [lire en ligne] sur Gallica.
- Le Grand Parangon des nouvelles nouvelles, composé par Nicolas de Troyes, publié d'après le manuscrit original par Émile Mabille, 1869 [lire en ligne] sur Gallica.
- Nicolas de Troyes, Le Grand Parangon des nouvelles nouvelles (choix), éd. Krystyna Kasprzyk, Marcel Didier, « Société des textes français modernes », Paris, 1970.